# Si Sawat (huyện)
Si Sawat (tiếng Thái: ศรีสวัสดิ์) là một huyện (amphoe) ở tỉnh Kanchanaburi phía tây Thái Lan.

## Địa lý
Các huyện giáp ranh (từ phía bắc theo chiều kim đồng hồ) là Ban Rai of Uthai Thani Province, Dan Chang của tỉnh Suphanburi, Nong Prue, Bo Phloi, Kanchanaburi, Sai Yok và Thong Pha Phum của tỉnh Kanchanburi.

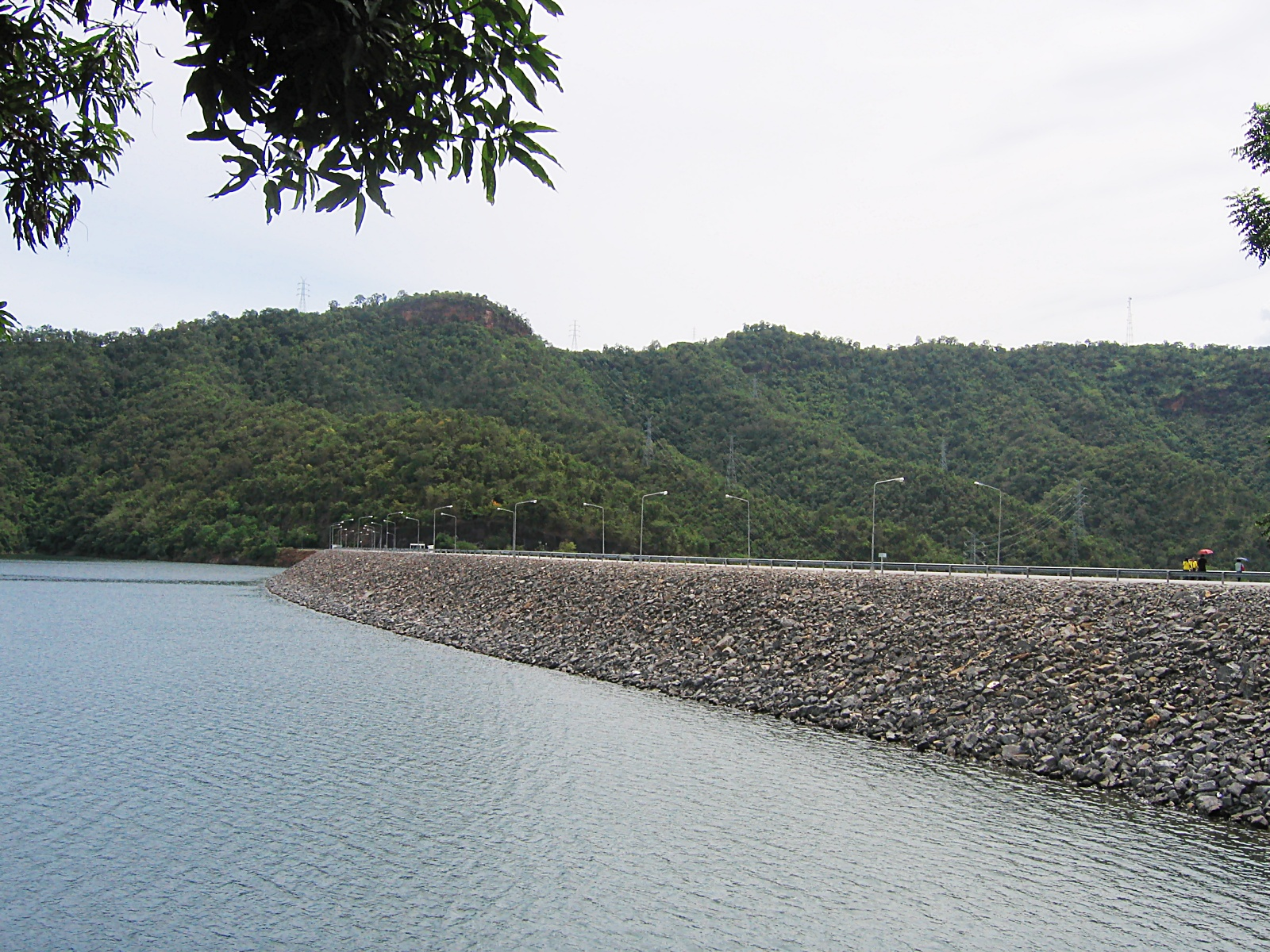
Đập Si Nakharin

Huyện này có hồ chứa nước Si Nakharin, nằm trong Vườn quốc gia Khuean Sri Nakarin. Đập Si Nakharin cao 140 m được hoàn thành năm 1980 tạo ra một hồ rộng 419 km2 trên sông Kwae Yai. Đập này vấp phải nhiều chỉ trích do xây trên đường phay Si Sawat.

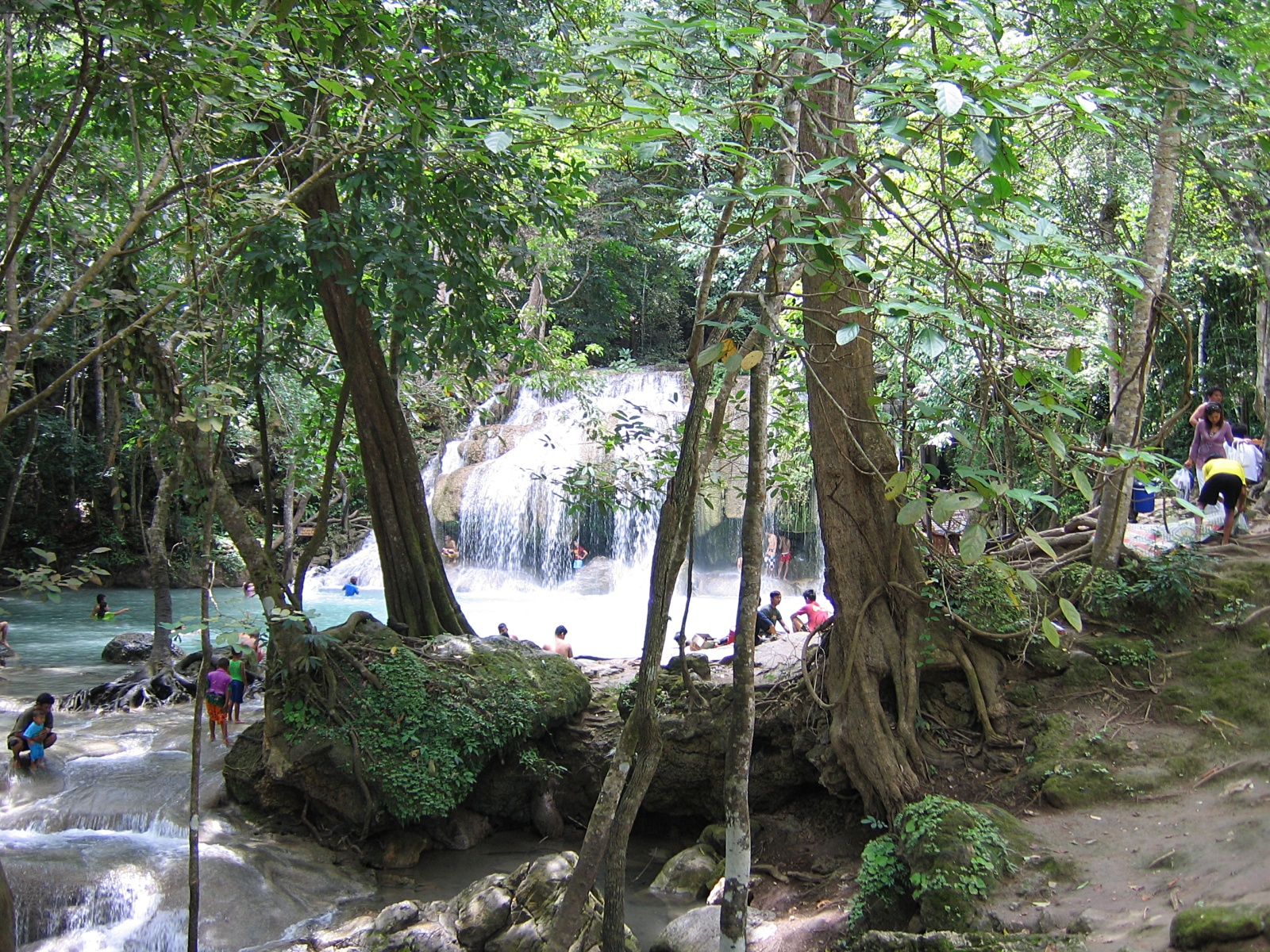
Erawan waterfall

Về phía nam huyện này là Vườn quốc gia Erawan, nổi tiếng với thác nước Erawan.

## Hành chính
Huyện này được chia thành 6 phó huyện (tambon), các đơn vị này lại được chia thành 33 làng (muban). Thị trấn (thesaban tambon) Erawan nằm trên một phần của tambon Tha Kradan. Có 6 tổ chức hành chính tambon (TAO).
| 1. | Na Suan         | นาสวน     |  | 4.119 |  |
| 2. | Dan Mae Chalaep | ด่านแม่แฉลบ |  | 4.431 |  |
| 3. | Nong Pet        | หนองเป็ด   |  | 2.430 |  |
| 4. | Tha Kradan      | ท่ากระดาน  |  | 5.716 |  |
| 5. | Khao Chot       | เขาโจด    |  | 3.770 |  |
| 6. | Mae Krabung     | แม่กระบุง   |  | 3.234 |  |